# Bryum baldwinii
Bryum baldwinii är en bladmossart som beskrevs av Brotherus 1927. Bryum baldwinii ingår i släktet bryummossor, och familjen Bryaceae. Inga underarter finns listade i Catalogue of Life.